# プライドオブジェニ
プライドオブジェニ（Pride Of Jenni、2017年8月21日 - ）は、オーストラリアの競走馬。主な勝ち鞍は2023年のエンパイアローズステークス、豪チャンピオンズマイル、2024年のクイーンエリザベスステークス。

## 概要

### 3歳（2020/2021年シーズン）
9月7日のワンガラッタ競馬場の未勝利戦にてイーサン・ブラウンを背にデビューして3着。続く20日のパララット競馬場の未勝利戦でも3着となった。
10月8日のモーニントン競馬場の未勝利戦ではジェイミー・カー騎手を背に出走して初勝利を挙げる。続いて19日のモーニントン競馬場のハンデ戦も勝利して連勝とした。
その後は11月3日のディザイラブルステークス(L)にノエル・キャロウを背に出走するが2着に敗れた。
4月3日のコーフィールド競馬場のハンデ戦にボー・マーテンズを背に出走して2着。続いて24日のコーフィールド競馬場のハンデ戦にジェー・マクニールを背に出走するも6着に敗れた。

### 4歳（2021/2022年シーズン）
9月18日のコーフィールド競馬場のハンデ戦から始動して5着となる。
10月2日のローズオブキングストンステークス(G2)にデクラン・ベイツを背に2着に入った。続いて16日のトリスタークステークス(G2)にダニエル・ムーを背に出走するも5着。その後は30日のエンパイアローズステークス(G1)にベイツを背に出走するもコレットの11着に敗れた。

### 5歳（2022/2023年シーズン）
8月27日のコックラムステークス(G3)から始動して、ザック・スペインを背に7着。続いて9月17日のコーフィールド競馬場のハンデ戦を勝利して3勝目を挙げた。
その後に出走した10月1日のローズオブキングストンステークス(G2)は5着敗戦。続く15日のトリスタークステークスではカーを鞍上に迎えて逃げ粘って3着。29日のリンリスゴーステークス(G2)ではムーを背に7着に敗れた。
2月15日のマンネリズムステークス(G3)ではブレイク・シンを背に4着とした。3月11日のクールモアクラシック(G1)ではロビー・ドランを背に12番人気タイで出走して、逃げ粘るもエスピオナに差し切られて0.06馬身差の2着に敗れた。
その後は4月1日のドンカスターハンデキャップ(G1)に出走しようとうするも出走取消。続く8日のクイーンオブザターフステークス(G1)ではアティシューの9着に敗戦。15日のJRAプレート(G3)はレーガン・ベイリスを背に8着に敗れた。

### 6歳（2023/2024年シーズン）
9月16日のレッツイロープステークス(G2)から鞍上ベイツで始動して6着。続く29日のW.H.ストックスステークス(G2)はクレイグ・ニューイットを背に2着に入った。その後は10月14日のトゥーラックハンデキャップ(G1)にベイツを背に出走するもアトリションの6着に敗れた。
11月4日のエンパイアローズステークス(G1)では外枠から好発馬を切ると2番手以下を離す大逃げを果敢に行う。2番手以下に約5馬身差を付けて、直線に入っても粘りを見せて追い込んできた1番人気馬アティシューを1馬身差で振り切って勝利。鮮やかな逃げ切り勝ちで待望のG1初制覇を果たす。
連闘で出走した11月11日のチャンピオンズマイル(G1)では4番人気の支持を受けて出走。発馬を決めて逃げを打つと後続との差を築いていき、中間点の800m地点では約4馬身差ほどの差を付けて通過。直線入口では2馬身半ほどまでに差を詰められるも脚力は衰えることなく、4番手から追い縋るミスターブライトサイドに1.25馬身差を付けて勝利。前走と同様の逃走劇を披露してG1連勝とした。
2月10日のCFオーアステークス(G1)では4番人気で出走。2番手の追走から直線で馬体を併せて粘り込みを図るも、ミスターブライトサイドにまとめて交わされて0.1馬身差の2着に敗れた。
3月16日のジ・オールスターマイルでは単勝オッズ3.8倍の2番人気の支持を受けて出走。好発馬を決めると内の馬を見ながら300m付近から先頭に立って、中間点800mを47秒77で通過した。そのままペースを緩めることなく飛ばすと、直線では2番手を突き放して後方3番手から追い上げるミスターブライトサイドを寄せつけずに2馬身差で一蹴。圧巻の逃げ切りで決めてた。
3月30日のオーストラリアンカップ(G1)では2番手のミスターブライトサイドを離すた大逃げを打つ。そのまま直線に入るとミスターブライトサイドは脱落するも、後方待機から満を持して襲い掛かるカスカディアンに0.25馬身差で差し切られて2着に敗れた。
4月13日のクイーンエリザベスステークス(G1)では単勝オッズ7.0倍の2番人気で出走。好発馬を決めて序盤はゆったりと入るも2ハロン目からピッチを上げていって後続との差を見る見ると広げる。中間点の1000mの地点では2番手との差は約30馬身まで広がり、残り600mのところでもまだ25馬身ほどの間隔があった。直線に入ると後続との差が縮まり始めるも力強い脚勢を保って、1番人気馬ヴィアシスティーナに6.54馬身差を付けて逃げ切った。勝ち時計の2分02秒02はレースレコードであり、圧巻の逃走劇で3度目のG1制覇を挙げた。管理するシャロン・マーは「これ以上の勝利を得ることがあるのか分からない。私が見てきた中で最大であり、まして関係してきた中でもね」という言葉を残した。

### 7歳（2024/2025年シーズン）
8月31日のメムジーステークスで始動。スタートから先手を主張すると直線残り200mまで懸命に粘ったが後続馬に交わされ5着となる。続くマカイビーディーヴァステークスでは好スタートからハナを奪うと、道中は後続に6馬身引き離すも直線では好位の3番手から脚を伸ばしてきたミスターブライトサイドに交わされて2着となる。その後、9月27日のG2ジョン・F・フィーハンステークスを勝利し、10月19日に行われたキングチャールズ3世ステークスでは道中は軽快に逃げ、ゴール寸前でチュオルウルフに差し切られ2着となる。この後、連闘で挑んだコックスプレートでは8着に敗れると、11月9日に行われたチャンピオンズマイルでは11着と殿負けを喫した。レース後に鼻出血が確認され、オーナーのトニー・オットーブレにより現役を引退して一度は繁殖入りすることが発表されるも撤回して現役を続行。翌2025年3月15日のG2ピーターヤングステークスでは道中軽快に逃げると、直線でも脚色は衰えることなく逃げ切って久々の勝利を収める。3月29日に行われたオーストラリアンカップでは1番人気に推され、スタートからハナを奪うものの直線で後続馬にかわされて9着に終わる。この後、5月3日のリステッド競走・アニバーサリーヴァーズでは61キロの斤量を背負いながらも勝利を挙げたが、5月24日のドゥームベンカップでは道中はレースを引っ張る形となるも直線で失速し10着を惨敗した。6月3日、現役を引退して繁殖入りし、初年度の交配相手にアイアムインヴィンシブルとすることをヤーラマンパークスタッドが発表した。

## 血統表
| プライドオブジェニの血統    | プライドオブジェニの血統      | プライドオブジェニの血統 | （血統表の出典）         | （血統表の出典）  |
| 父系                        | ミスタープロスペクター系      | ミスタープロスペクター系 | ミスタープロスペクター系 | [ § 2 ]           |
| 父 Pride Of Dubai 鹿毛 2012 | 父の父Street Cry 黒鹿毛 1998  | Machiavellian            | Mr. Prospector           | Mr. Prospector    |
| 父 Pride Of Dubai 鹿毛 2012 | 父の父Street Cry 黒鹿毛 1998  | Machiavellian            | Coup de Folie            |                   |
| 父 Pride Of Dubai 鹿毛 2012 | 父の父Street Cry 黒鹿毛 1998  | Helen Street             | Troy                     | Troy              |
| 父 Pride Of Dubai 鹿毛 2012 | 父の父Street Cry 黒鹿毛 1998  | Helen Street             | Waterway                 |                   |
| 父 Pride Of Dubai 鹿毛 2012 | 父の母*アルアヌード 鹿毛 2003 | *デインヒル              | Danzig                   | Danzig            |
| 父 Pride Of Dubai 鹿毛 2012 | 父の母*アルアヌード 鹿毛 2003 | *デインヒル              | Razyana                  |                   |
| 父 Pride Of Dubai 鹿毛 2012 | 父の母*アルアヌード 鹿毛 2003 | Eljazzi                  | *アーテイアス            | *アーテイアス     |
| 父 Pride Of Dubai 鹿毛 2012 | 父の母*アルアヌード 鹿毛 2003 | Eljazzi                  | Border Bounty            |                   |
| 母 Sancerre 鹿毛 2010       | 母の父O'Reilly 黒鹿毛 1993    | *ラストタイクーン        | *トライマイベスト        | *トライマイベスト |
| 母 Sancerre 鹿毛 2010       | 母の父O'Reilly 黒鹿毛 1993    | *ラストタイクーン        | Mill Princess            |                   |
| 母 Sancerre 鹿毛 2010       | 母の父O'Reilly 黒鹿毛 1993    | Courtza                  | Pompeii Court            | Pompeii Court     |
| 母 Sancerre 鹿毛 2010       | 母の父O'Reilly 黒鹿毛 1993    | Courtza                  | Hunza                    |                   |
| 母 Sancerre 鹿毛 2010       | 母の母Vouvray 鹿毛 2000       | Zabeel                   | Sir Tristram             | Sir Tristram      |
| 母 Sancerre 鹿毛 2010       | 母の母Vouvray 鹿毛 2000       | Zabeel                   | Lady Giselle             |                   |
| 母 Sancerre 鹿毛 2010       | 母の母Vouvray 鹿毛 2000       | Real Success             | Success Express          | Success Express   |
| 母 Sancerre 鹿毛 2010       | 母の母Vouvray 鹿毛 2000       | Real Success             | Pas de Course            |                   |
| 母系(F-No.)                 | Adelaide(FN:9-f)              | Adelaide(FN:9-f)         | Adelaide(FN:9-f)         | [ § 3 ]           |
| 5代内の近親交配             | Northern Dancer：S5×M5        | Northern Dancer：S5×M5   | Northern Dancer：S5×M5   | [ § 4 ]           |
| 出典                        | 1. 2. 3. 4.                   | 1. 2. 3. 4.              | 1. 2. 3. 4.              | 1. 2. 3. 4.       |